# 鹤地水库灌区
鹤地水库灌区是中国广东省廉江的一个灌区，其水源为九州河。灌区设计面积133.4万亩，实际面积为105.6万亩，进水闸设计流量为110立方米每秒。